# فتح همذان
همذان هي مدينة إيرانية وعاصمة محافظة همدان، وتعرف أيضا باسم (أكبتانا)، بناها الملك ديوسيس لتعزيز حكمه على الميديين وتوحيد صفوفهم ويذكر أنها كانت ذات أسوار منيعة.

## تفاصيل فتح همذان
وجه المغيرة بن شعبة وهو عامل عُمَر بْن الخطاب عَلَى الكوفة بعد عزل عمار بن ياسر جرير بن عبد الله البجلي إِلَى همدان، وذلك في سنة ثلاث وعشرين فقاتله أهلها ودفع دونها فأصيبت عينه بسهم فقال: "احتسبتها عند اللَّه الَّذِي زين بها وجهي ونور لي ما شاء ثُمَّ سلبنيها في سبيله"، ثُمَّ أنه فتح همذان عَلَى مثل صلح نهاوند وكان ذلك في آخر سنة 23 هـ، فقاتله أهلها ودفع عنها وغلب عَلَى أرضها فأخذها قسرا، وقال الواقدي: "فتح جرير نهاوند في سنة 24 هـ بعد ستة أشهر من وفاة عُمَر بْن الخطاب؛ وقد روى بعضهم أن المغيرة بْن شعبة سار إِلَى همذان وعلى مقدمته جرير فافتتحها، وإن المغيرة ضم همذان إِلَى كثير بن شهاب الحارثي.